# Carl Grevsmühl
Carl Grevsmühl (* 19. Januar 1878 in Eutin; † 7. März 1934 in Hamburg) war ein deutscher Justizbeamter, Beamtengewerkschafter und Politiker.

## Leben
Grevsmühl trat 1897 als Hilfsschreiber in den hamburgischen Staatsdienst ein und stieg bis 1928 zum Regierungsrat in der Schiffahrts- und Handelsdeputation auf. 1907 trat er in den Buerobeamtenverein ein und war nach dem Ersten Weltkrieg führend am Zusammenschluss der verschiedenen Beamtengewerkschaften zum Deutschen Beamtenbund (DBB) beteiligt. 1924 wurde er zum Vorsitzenden des Hamburger DBB gewählt und behielt diese Funktion bis zu seiner Absetzung durch die Nationalsozialisten 1933. 
Seit 1913 gehörte er der Hamburgischen Bürgerschaft an, zunächst als Mitglied der „Fraktion der Rechten“ (bis 1918), anschließend bis 1931 der Deutschen Volkspartei und 1932/33 noch einmal kurzzeitig als Abgeordneter der Deutschen Staatspartei. Von 1928 bis 1931 war er Vizepräsident der Bürgerschaft. Zu seinen besonderen Erfolgen gehörte die Gründung der Hamburgischen Verwaltungsakademie 1926, deren Leitung er als ehrenamtlicher Geschäftsführer übernahm.
Nach der Machtübernahme durch die Nationalsozialisten verlor Grevsmühl 1933 nicht nur den Vorsitz des Hamburger DBB, sondern wurde kurz vor seinem Tod auch noch aufgrund des Gesetzes zur Wiederherstellung des Berufsbeamtentums zwangsweise in den Ruhestand versetzt.

## Quelle
- Mitgliederverzeichnis der Hamburgischen Bürgerschaft 1859 bis 1959 – Kurzbiographien. Zusammengestellt und bearbeitet von Franz Th. Mönckeberg. Gebundenes Schreibmaschinenmanuskript, Nr. 531.

| Personendaten    | Personendaten                               |
| ---------------- | ------------------------------------------- |
| NAME             | Grevsmühl, Carl                             |
| KURZBESCHREIBUNG | deutscher Justizbeamter und Politiker, MdHB |
| GEBURTSDATUM     | 19. Januar 1878                             |
| GEBURTSORT       | Eutin                                       |
| STERBEDATUM      | 7. März 1934                                |
| STERBEORT        | Hamburg                                     |